# Thomas Scrope
Thomas Scrope, 10e baron Scrope de Bolton (1567 - 2 septembre 1609) est le fils de Henry Scrope, 9e baron Scrope) de Bolton et de Margaret Howard, fille de Henry Howard, comte de Surrey et Frances de Vere.

## Biographie
Il est chevalier du comté de Cumberland de 1584 à 1586 et de 1588 à 1593.
Il occupe le poste de gardien de la marche anglaise de l'Ouest de 1593 jusqu'à l'Union des couronnes d'Angleterre et d'Écosse en 1603. Il est fait chevalier de la Jarretière en 1599.
Alors que Scrope est gardien du hors-la-loi Kinmont, Willie Armstrong est arrêté (en violation d'un jour de trêve) et emprisonné au château de Carlisle. Scrope n'a été nommé que récemment au poste de gardien, et il ne savait pas quoi faire d'un hors-la-loi qui a été illégalement arrêté. Le 13 avril 1596, à la suite d'un raid orchestré par Walter Scott (1er lord Scott de Buccleuch), Kinmont Willie est libéré. Dans une tentative infructueuse de reprendre Kinmont Willie, Scrope « brûla les villes d'Annan et de Dumfries, capturant deux cents prisonniers qu'il raccompagna chez eux « nus, enchaînés ensemble en laisse ». Cela provoque un incident diplomatique majeur.".
Scrope tire une partie importante de ses revenus de l'extraction du charbon à Preston à Wensleydale.
Il meurt au village de Langar dans le Nottinghamshire, en Angleterre, en 1609.
En 1584, il épouse Philadelphia Carey, fille de Henry Carey (1er baron Hunsdon) et Ann Morgan. Ils ont un enfant Emanuel Scrope (1er comte de Sunderland).
En août 1593, un page de Lady Scrope, qui est la dame de la chambre à coucher, meurt dans le donjon du Château de Windsor et la reine Élisabeth Ire envisage de déménager sa maison par crainte de maladie. Elle participe au Harefield Entertainment en août 1602. Elle est au chevet de la reine au moment de sa mort.
En juin 1603, Lady Scrope et Penelope Rich, Audrey Walsingham et d'autres se rendent à Berwick-upon-Tweed pour accueillir Anne de Danemark en Angleterre en juin 1603, selon les instructions du Conseil privé.
Dans l'église du village de Langar se trouve un magnifique mémorial à sa mémoire. Le tombeau est orné d'une effigie de lui-même, de sa femme et de leur fils Emmanuel.